# Michael McCusker
Michael "Mike" McCusker é um editor de cinema norte-americano.